# Albanisch-australische Beziehungen
Diplomatische Beziehungen zwischen Albanien und Australien bestehen seit 1985, als das isolierte kommunistische Regime in Albanien an der Macht war. Albanien unterhält in Australien keine Botschaft, sondern zwei Honorarkonsulate in Queensland und South Australia. Australien betreibt derzeit keinerlei diplomatische oder konsularische Repräsentation in Albanien.

## Politische Beziehungen

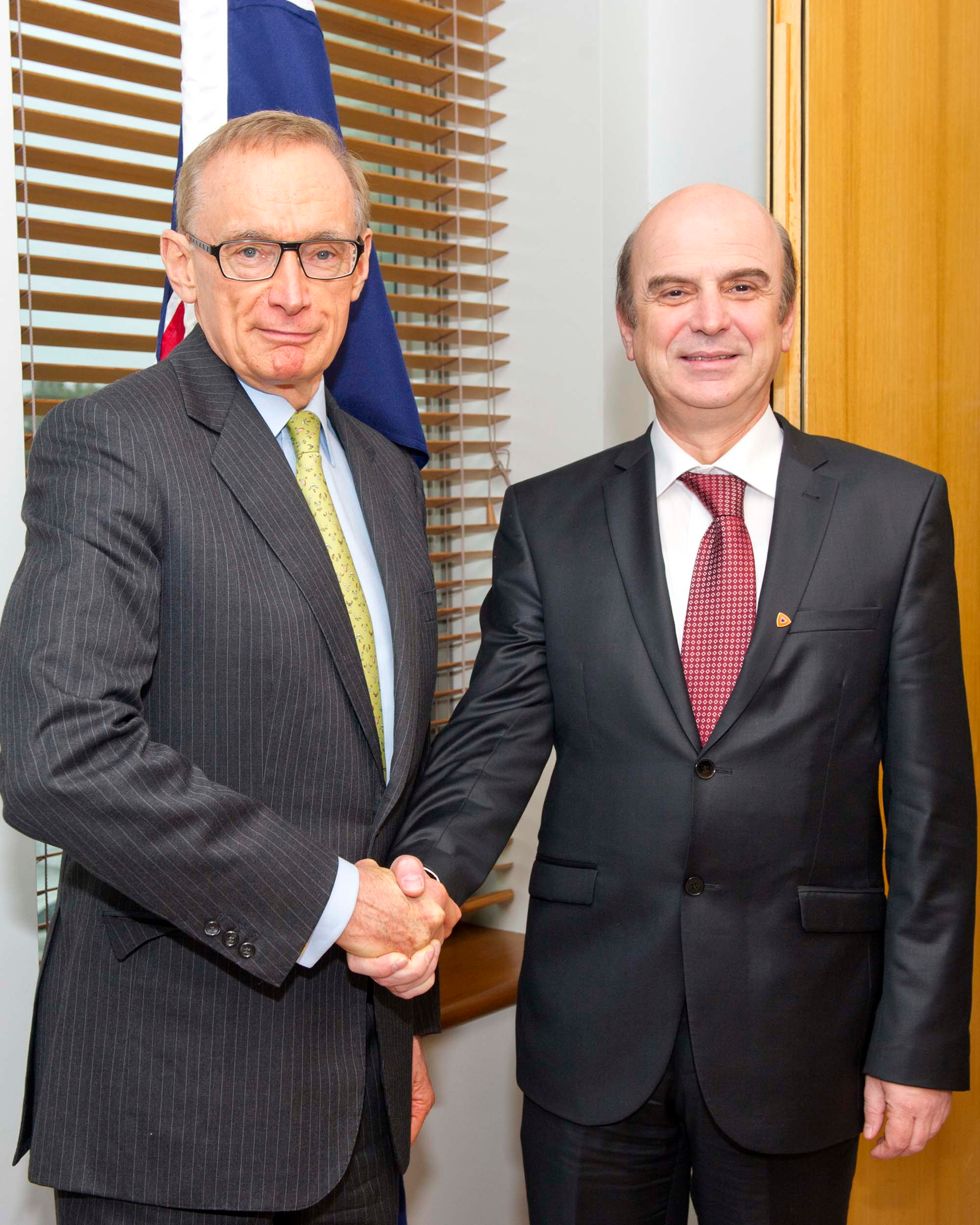
Treffen der ehemaligen Außenminister beider Länder Bob Carr (links) und Edmond Panariti (2012)

Die australische Botschaft in Rom, Italien, ist für Albanien zuständig. Albanien betreibt Honorarkonsulate in Brisbane, Queensland, und in Adelaide, South Australia. Konsularisch wird Albanien in Australien durch die kosovarische Botschaft in Canberra vertreten.
2012 besuchte der albanische Außenminister Edmond Panariti Australien und traf unter anderem Außenminister Bob Carr. Ein paar Monate zuvor hatte Richard Marles, australischer parlamentarischer Sekretär für auswärtige Angelegenheiten, Albanien besucht.
Die Regierung Australiens hat mit Hilfe von humanitären Hilfsorganisationen wie der Children First Foundation und Melbourne Overseas Missions finanzielle und humanitäre Hilfe bereitgestellt. Durch die Botschaft in Rom unterstützte Australien verschiedene albanische Gemeinschaften. In den Jahren 2012 und 2013 gab sie NGOs 22.000 AU$, um Schulsicherheit, Agrarkultur und soziale Aktivitäten für behinderte Kinder zu unterstützen.

## Kulturelle Beziehungen
Die Zahl albanischer Einwanderer nach Australien war lange sehr gering. 1933 wurden 770 in Albanien geborene Personen registriert. Die kommunistische Machtübernahme brachte für lange Zeit einen letzten Immigrationsschub. Infolge des Kosovokriegs kam ein weiterer Schub Albaner aus dem Kosovo nach Australien.
Während der Volkszählung 2011 in Australien gaben 13.141 Australier an, albanische Vorfahren zu haben. 2.396 in Albanien geborene Personen leben jetzt in Australien. Mehr als die Hälfte der Albaner in Australien lebt in Victoria. Der 2022 gewählte Premierminister Anthony Albanese hat väterlicherseits Arbëresh-Vorfahren.
In Albanien lebten 2013 keine australischen Bürger.

## Wirtschaftliche Beziehungen
Australische Exporte nach Albanien, hauptsächlich Felle, Medikamente, vorgefertigte Gebäude und Margarine, beliefen sich 2015 auf 2,6 Millionen AU$. Australische Importe aus Albanien, hauptsächlich Kleidung, Schuhwerk und Gemüse, beliefen sich 2015 auf 938.000 AU$. Der Handel zwischen den beiden Ländern nimmt zu.
Australien ist Albaniens 69-größtes Exportziel und die 65-größte Importquelle.